# Nelson Nunatak
Nelson Nunatak är en nunatak i Antarktis. Den ligger i Östantarktis. Nya Zeeland gör anspråk på området. Toppen på Nelson Nunatak är 606 meter över havet, eller 116 meter över den omgivande terrängen. Bredden vid basen är 1,7 km.
Terrängen runt Nelson Nunatak är bergig åt nordväst, men åt sydost är den kuperad. Trakten är obefolkad. Det finns inga samhällen i närheten. 